# Договор между Кубой и Ямайкой о морской границе
Соглашение о морской границе между Кубой и Ямайкой (англ. Cuba–Jamaica Maritime Boundary Agreement) — международный договор, устанавливающий морскую границу между Кубой и Ямайкой, подписанный 18 февраля 1994 года в Кингстоне, Ямайка, и вступивший в силу 8 января 1995 года.
Существовавшее до подписания договора неопределённое положение в отношении морских границ могло привести к спорам относительно использования ресурсов в Карибском бассейне. Поэтому обе страны согласились на установление чёткой границы, чтобы предотвратить конфликты и стимулировать более тесное сотрудничество.

## Основные положения соглашения
Соглашение определяет демилитаризацию морской границы между Кубой и Ямайкой, основанную на принципе равного удаления от берегов двух государств. Линия демилитаризации проходит по геодезическим линиям между определёнными точками с географическими координатами, указанными в тексте соглашения.
Главные цели соглашения:
1. Обеспечение мирного использования морской зоны каждой страной[2].
2. Предотвращение споров относительно рыболовных прав и использования природных ресурсов.
3. Регулирование прав и обязанностей обеих стран в отношении морской границы.

Соглашение также включает положения о необходимости уважения суверенитета и морских прав каждой из сторон в пределах их экономической зоны и континентального шельфа.